# Coelophrys oblonga
Coelophrys oblonga — вид лучепёрых рыб из семейства нетопырёвых. Населяет западную часть Тихого океана: море Сулавеси (Индонезия). Морской батидемерсальный вид, встречается на глубине от 1393 м. Считается видом вне опасности, она безвреден для человека и не является объектом промысла.